# Club Atlético Bilis
Atlético Bilis  es un club deportivo peruano con sede en la Provincia Constitucional del Callao. Fue fundado en 1924 y su principal actividad deportiva fue el baloncesto donde actualmente se encuentra inactivo.

## Historia
El Club Atlético Bilis fue fundado el 26 de abril de 1924 en el Callao. Los socios fundadores fueron Armando Gonzales, Antonio Rovira, Vicente Mendizábal, Aníbal Stuva y Carlos Fernandini.
Fue uno de los clubes fundadores de la Federación Peruana de Basketball en 1926 y participó en la Liga Metropolitana de baloncesto de Lima desde sus primeros torneos. Tras un corto período desafiliado a inicios de los años 1930,  en su retorno logró varios títulos de la División Superior de esa liga, principalmente en la década de 1940.
Representó al país en el Campeonato Sudamericano de Clubes Campeones 1953, primera edición de ese torneo, donde terminó en sexto lugar. También participó de este campeonato en la edición de 1961.
Se mantuvo en la División Superior hasta el torneo de 1970 donde descendió por primera vez. Al año siguiente logró el retorno y hasta mediados de la década siguiente estuvo alternando entre la División Superior y la Primera División (segunda categoría) de la Liga Metropolitana. 
En la División Superior de 1986 perdió nuevamente la categoría y volvió a descender a Primera División. Allí participó hasta que descendió en 1989. En 1994 se formó la Liga de Basketball del Callao donde participó brevemente para posteriormente dejar de competir en torneos oficiales.
En la actualidad el club se encuentra inactivo a nivel deportivo y solamente realiza actividades sociales.

## Sede

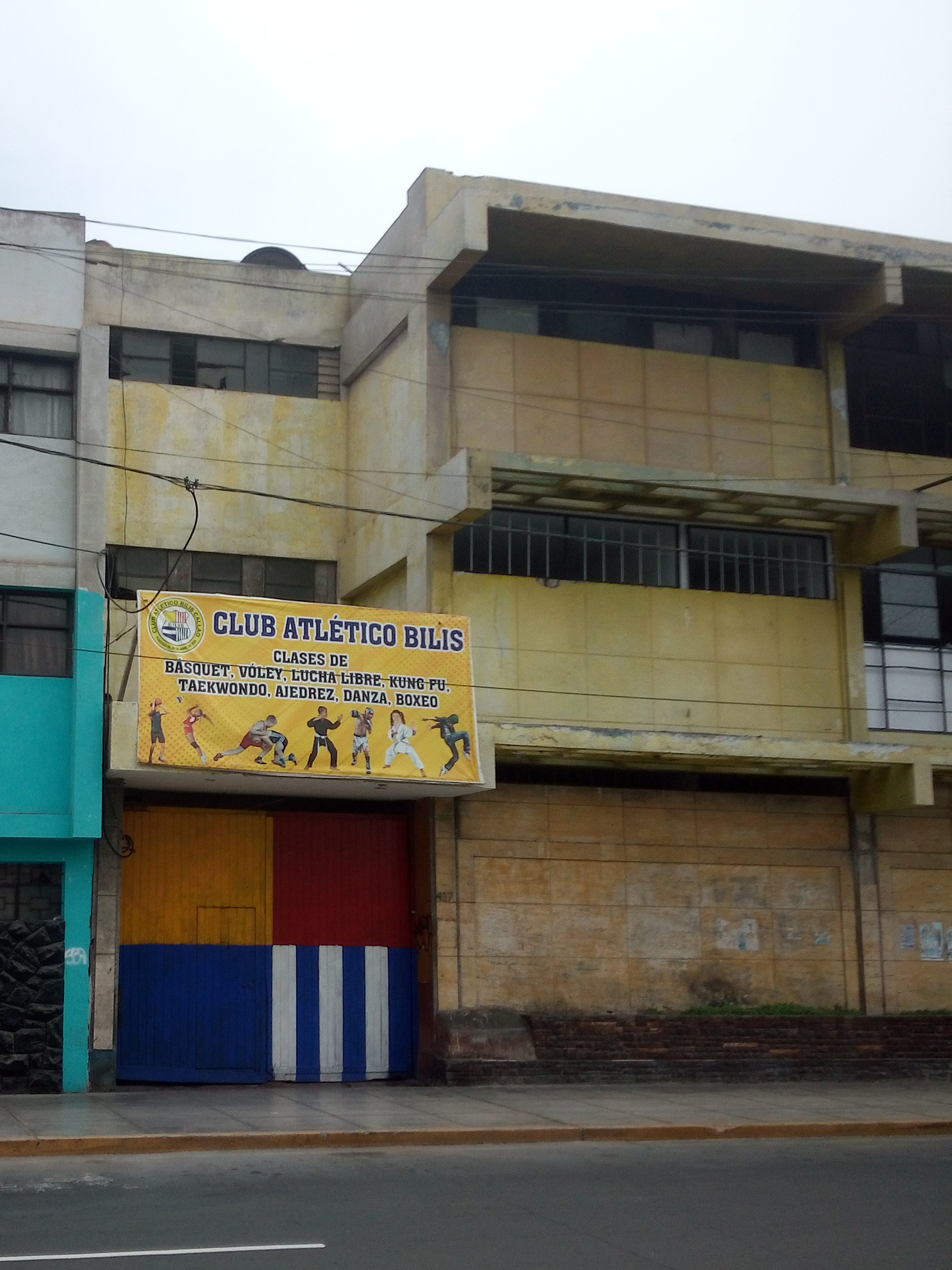
Sede del Atlético Bilis.

Su primer local estuvo ubicado en la calle Tacna Sur (actual jirón Arica) en el distrito del Callao. En 1939, su sede pasó a funcionar en la calle Marañón hasta que fue afectada por el Terremoto de Lima y Callao de 1940.
Su actual sede social fue inaugurada en 1946 durante la presidencia de Rómulo Assereto Gargurevich, exjugador del club. Se encuentra ubicada en el jirón Colón 437, en el distrito del Callao.

## Jugadores
Por sus filas pasaron jugadores que integraron la selección de baloncesto del Perú como Fernando Ruiz, César Dávila, "Camarón" Fernández, Rodolfo Salas, David Descalzo, "Pipo" Potestá, Francisco Saldarriaga, entre otros.

## Palmarés
- División Superior de la Liga Metropolitana: 1936, 1938, 1940, 1941, 1943, 1945, 1947, 1948, 1949, 1952, 1960, 1961.
- Subcampeón de la División Superior de la Liga Metropolitana: 1927, 1928, 1929, 1939, 1942, 1950, 1951.